# 港島 (神戸市)
港島（みなとじま）は兵庫県神戸市中央区の町名。郵便番号は650-0045。

## 地理
ポートアイランド域西端北部に位置する。

## 歴史
1966年に六甲山の土で埋め立てが始まったポートアイランドの一期地区。
港湾施設の統合に伴って島の西部で旧バースの売却が行われ、2007年に神戸学院大学、神戸夙川学院大学（閉学し、跡地に夙川学院中学校・高等学校が移転）、兵庫医療大学の3大学がキャンパスを新しく開設。このキャンパス地区が町の半分ほどを占めている。

## 人口統計
- （平成24年9月1日現在）での世帯数705、人口957人[1]。